# Finsnechta Cethardec mac Cellaig
Finsnechta Cethardec mac Cellaig (mort en 808) est un roi de Leinster du sept Uí Dúnchada des Uí Dúnlainge, une lignée des Laigin. Il est le fils de Cellach mac Dúnchada (mort en 776), un roi précédent. Il règne de 795 à 805 et de 806 à 808. Son surnom Cethardec signifie « quatre yeux ».

## Règne
Le 6 mai 795, le roi précédent Bran Ardchenn mac Muiredaig du sept Uí Muiredaig et la reine Eithne sont assassinés dans l'incendie d'une église à Cell Cúile Duma (près de Stradbally, dans le Laois–Offaly) par Finsnechta Cethardec mac Cellaig (mort en 808) du sept rival des Uí Dúnchada. Cet acte est une grave provocation politique envers l'Ard ri Erenn Donnchad Midi mac Domnaill (mort en 797) dont Eithne était la sœur. Par ce crime, Finsnechta accède au trône de Leinster.
En 804, l'Ard ri Áed Oirdnide mac Neill du Cenél nEógain mène combat dans le Leinster et obtient la soumission de Finsnechta. Aed rassemble les forces du Leath Cuinn à Dún Cuair à la frontière du Leinster et mène deux attaques en un mois. Les Annales des quatre maîtres relèvent ces événements:
« Ensuite, il retourne en Leinster, Aedh, un soldat qui n’a pas fui les batailles; Le roi voleur ne cessa pas jusqu'à ce qu'il l'abandonne. »
L'Ard ri ne semble pas se satisfaire de cette soumission et il revient en 805 et dépose Finsnechta. Il installe sur le trône comme co-régents : Muiredach mac Ruadrach (mort en 829) des Uí Fáeláin et Muiredach mac Brain (mort en 818) des Uí Muiredaig . Finsnechta trouve refuge auprès de  Muirgius mac Tommaltaig (mort en 815), le roi de Connacht qui l'aide à recouvrer son trône en 806 en défaisant les fils de Ruaidrí mac Fáeláin (mort en 785), Muiredach et Diarmait.
Finsnechta assure sa mainmise sur l'église de Kildare, ce qui provoque l'hostilité des Uí Failghe d' Offaly. En 803, Óengus mac Mugróin, roi des Uí Failghe, est traîtreusement assassiné par des suivants de Finsnechta lorsque ce dernier remonte sur le trône du Leinster en 806. Le roi Uí Failghe, Flaíthnia mac Cináeda, est tué lui aussi à Rathangan.
Trois de ses frères, Fáelán (804-823), Muiredach (823-828) et  Áed (828-830), ainsi qu'un de ses neveux Atri mac Fáelain (852-865) et un petit-neveu Cobthach mac Muiredaig (870-885) dirigent l'abbaye mixte de Kildare au IXe siècle et Muirenn, la sœur de Finsnechta, est elle aussi abbesse de Kildare. Finsnechta meurt à Kildare lors d'une crise d’hémorroïdes selon les Annales.

## Article lié
- Liste des rois de Leinster

## Sources primaires
- Annales d'Ulster sur CELT: Corpus of Electronic Texts at University College Cork
- Annales de Tigernach sur CELT: Corpus of Electronic Texts at University College Cork
- Livre de Leinster, Rig Laigin et Rig Hua Cendselaig sur CELT: Corpus of Electronic Texts at University College Cork

## Sources secondaires
- (en) T.W Moody, F.X. Martin et F.J. Byrne, A New History of Ireland IX Maps, Genealogies, Lists. A companion to Irish History part II, Oxford, Oxford University Press, 2011, 690 p. (ISBN 978-0-19-959306-4).
- (en) Francis John Byrne, Irish Kings and High-Kings, Dublin, Four Courts Press, 2001, 341 p. (ISBN 978-1-85182-196-9)
- (en) T.M. Charles-Edwards, Early Christian Ireland, Cambridge, Cambridge University Press, 2000, 707 p. (ISBN 0-521-36395-0, lire en ligne)